# تشارلز دبليو. ليون
تشارلز دبليو. ليون (بالإنجليزية: Charles W. Lyon)‏ هو سياسي أمريكي، ولد في 13 سبتمبر 1887 في لوس أنجلوس في الولايات المتحدة، وتوفي في 20 يوليو 1960 في بيفرلي هيلز في الولايات المتحدة. حزبياً، نشط في الحزب الجمهوري. وقد انتخب عضو مجلس ولاية كاليفورنيا وانتخب عضو جمعية ولاية كاليفورنيا.